# Virtual Kasparov
Virtual Kasparov è un videogioco di scacchi sviluppato da Titus Interactive Studio, pubblicato da Titus Interactive e distribuito in Europa da Virgin Interactive per PlayStation e Game Boy Advance. Il gioco può essere giocato in modalità principiante, campione o contro giocatori reali. Le partite che Garry Kasparov ha giocato durante la sua carriera, così come le interviste sulla sua carriera di scacchi, possono essere visualizzati nel gioco.